# Idioma prototucán
El prototucan es una hipotética protolengua ancestral de la familia de lenguas tucanas. Se distribuyó en las regiones nororientales de la cuenca del río Amazonas a lo largo del afluente Vaupés.
A principios del siglo XX, basándose en los datos recopilados sobre el vocabulario de las lenguas tucanas los lingüistas concluyeron que la familia tucana era independiente de otras lenguas de la cuenca del Amazonas. En los años cincuenta del siglo XX se inició una intensa investigación lingüística sobre las lenguas tucanas. En 1972, N. Waltz (Nathan) y A. Wheeler (Wheeler, Alva) hicieron el primer intento de reconstruir la lengua prototucan. En 1987, el trabajo de Malone, T “Relación genética entre prototucan y tucano”.

## Fonología

### Vocales
En el inventario vocálico del prototucan se encuentran seis fonemas:
|              | Anteriores | Centrales | Posteriores |
| ------------ | ---------- | --------- | ----------- |
| Cerradas     | *i         | *ɨ        | *u          |
| Semicerradas | *e         |           | *o          |
| Abierta      |            | *a        |             |

### Consonantes
El hipotético sistema de fonemas consonánticos en la lengua prototucan se presenta en la siguiente tabla:
|                   | Bilabiales | Alveolares | Palatales | Velares |
| ----------------- | ---------- | ---------- | --------- | ------- |
| Oclusivas sordas  | *p         | *t         |           | *k      |
| Oclusivas sonoras | *b         | *d         |           | *ɡ      |
| Fricativas        |            | *s         |           |         |
| Aproximantes      | *w         |            | *j        |         |

Algunas obras incluyen una oclusiva glotal en el sistema fonético del prototucan.
Además, se supone la presencia de nasalización; los sonidos sonoros /*b, *d/ corresponden a las consonantes nasales: /*m, *n/.

### Estructura básica
La estructura básica del prototucan es: CVCV